# Nazaré do Piauí
Nazaré do Piauí là một đô thị thuộc bang Piauí, Brasil. Đô thị này có diện tích 1311,565 km², dân số năm 2007 là 6862 người, mật độ 5,23 người/km².